# Петелинє (Півка)
Петелинє (словен. Petelinje) — поселення в общині Півка, Регіон Нотрансько-крашка, Словенія. Висота над рівнем моря: 545 м.